# Rio Cachorro
Rio Cachorro är ett vattendrag i Brasilien.   Det ligger i delstaten Pará, i den norra delen av landet, 1 900 km nordväst om huvudstaden Brasília.